# Jurģis Pučinskis
Jurģis Pučinskis (Daugavpils, 1º marzo 1973) è un allenatore di calcio ed ex calciatore lettone, di ruolo centrocampista.

## Carriera

### Giocatore

#### Club
Ha cominciato la sua carriera nel Lokomotive; dopo la scomparsa del club passò ai concittadini del Dinaburg. Ha sempre militato in squadre del campionato lettone tranne una breve parentesi nel 2004 con la maglia del Luc-Energija, squadra di Vladivostok allora militante nella Seconda serie russa, senza per altro mai scendere in campo. Si è aggiudicato il titolo di Campione di Lettonia 2003 nelle file dello Skonto Riga.

#### Nazionale
Ha giocato 14 partite con la Lettonia. È stato convocato per Euro 2004 senza però mai scendere in campo.
Ha esordito il 3 luglio 2001 nella gara contro l'Estonia valida per la Coppa del Baltico 2001, per altro vinta dalla Lettonia: entrò nella ripresa al posto di Imants Bleidelis. Il suo esordio da titolare risalì all'amichevole contro la Russia del mese di novembre dello stesso anno. Con la nazionale vinse anche la Coppa del Baltico 2003.

### Allenatore
ha cominciato la carriera di allenatore con il Dinaburg
Dal 1º luglio 2012 a fine 2015 è stato l'allenatore del Ventspils, squadra con cui ha vinto due campionati e una coppa di Lettonia.

## Statistiche

### Cronologia presenze e reti in nazionale
| Cronologia completa delle presenze e delle reti in nazionale ― Lettonia | Cronologia completa delle presenze e delle reti in nazionale ― Lettonia | Cronologia completa delle presenze e delle reti in nazionale ― Lettonia | Cronologia completa delle presenze e delle reti in nazionale ― Lettonia | Cronologia completa delle presenze e delle reti in nazionale ― Lettonia | Cronologia completa delle presenze e delle reti in nazionale ― Lettonia | Cronologia completa delle presenze e delle reti in nazionale ― Lettonia | Cronologia completa delle presenze e delle reti in nazionale ― Lettonia |
| Data                                                                    | Città                                                                   | In casa                                                                 | Risultato                                                               | Ospiti                                                                  | Competizione                                                            | Reti                                                                    | Note                                                                    |
| ----------------------------------------------------------------------- | ----------------------------------------------------------------------- | ----------------------------------------------------------------------- | ----------------------------------------------------------------------- | ----------------------------------------------------------------------- | ----------------------------------------------------------------------- | ----------------------------------------------------------------------- | ----------------------------------------------------------------------- |
| 3-7-2001                                                                | Riga                                                                    | Lettonia                                                                | 3 – 1                                                                   | Estonia                                                                 | Coppa del Baltico 2001                                                  | -                                                                       | 78’                                                                     |
| 5-7-2001                                                                | Riga                                                                    | Lettonia                                                                | 4 – 1                                                                   | Lituania                                                                | Coppa del Baltico 2001                                                  | -                                                                       | 76’                                                                     |
| 15-8-2001                                                               | Riga                                                                    | Lettonia                                                                | 0 – 1                                                                   | Ucraina                                                                 | Amichevole                                                              | -                                                                       | 74’                                                                     |
| 14-11-2001                                                              | Riga                                                                    | Lettonia                                                                | 1 – 3                                                                   | Russia                                                                  | Amichevole                                                              | -                                                                       | 59’                                                                     |
| 27-3-2002                                                               | Hesperange                                                              | Lussemburgo                                                             | 0 – 3                                                                   | Lettonia                                                                | Amichevole                                                              | -                                                                       |                                                                         |
| 17-4-2002                                                               | Ventspils                                                               | Lettonia                                                                | 2 – 1                                                                   | Kazakistan                                                              | Amichevole                                                              | -                                                                       | 90’                                                                     |
| 12-2-2003                                                               | Adalia                                                                  | Lettonia                                                                | 2 – 1                                                                   | Lituania                                                                | Amichevole                                                              | -                                                                       | 75’                                                                     |
| 4-7-2003                                                                | Valga                                                                   | Lettonia                                                                | 2 – 1                                                                   | Lituania                                                                | Coppa del Baltico 2003                                                  | -                                                                       | 64’                                                                     |
| 20-8-2003                                                               | Riga                                                                    | Lettonia                                                                | 0 – 3                                                                   | Uzbekistan                                                              | Amichevole                                                              | -                                                                       | 46’                                                                     |
| 11-10-2003                                                              | Solna                                                                   | Svezia                                                                  | 0 – 1                                                                   | Lettonia                                                                | Qual. Euro 2004                                                         | -                                                                       | 81’                                                                     |
| 15-11-2003                                                              | Riga                                                                    | Lettonia                                                                | 1 – 0                                                                   | Turchia                                                                 | Qual. Euro 2004                                                         | -                                                                       | 83’                                                                     |
| 20-12-2003                                                              | Pafo                                                                    | Kuwait                                                                  | 2 – 0                                                                   | Lettonia                                                                | Amichevole                                                              | -                                                                       |                                                                         |
| 18-2-2004                                                               | Larnaca                                                                 | Kazakistan                                                              | 1 – 3                                                                   | Lettonia                                                                | Torneo internazionale di Cipro                                          | -                                                                       | 78’                                                                     |
| 19-2-2004                                                               | Limassol                                                                | Ungheria                                                                | 2 – 2                                                                   | Lettonia                                                                | Torneo internazionale di Cipro                                          | -                                                                       |                                                                         |
| Totale                                                                  |                                                                         | Presenze                                                                | 14                                                                      |                                                                         | Reti                                                                    | 0                                                                       |                                                                         |

## Palmarès

### Calciatore

#### Club
- Campionato lettone: 1

Skonto: 2003

#### Nazionale
- Coppa del Baltico: 2

2001, 2003

### Allenatore
- Campionato lettone: 2

Ventspils: 2013, 2014
- Coppa di Lettonia: 1

Ventspils: 2012-2013